# MAG!C☆PRINCEのマジ☆弟子
『MAG!C☆PRINCEのマジ☆弟子』（マジックプリンスのマジでし）は、日本のバラエティ番組。制作はソケット。2017年1月から3月までテレビ東京・テレビ愛知・テレビ大阪・テレビ西日本で放送され、10月から12月までテレビ東京・中京テレビ・テレビ大阪・福岡放送で第2シーズンが放送された。

## 概要
東海地方を拠点に活動する男性アイドルグループMAG!C☆PRINCEの、初の東京での冠番組。東海エリアでの冠番組『本気プリ』（CBC）と同じくイモトのWiFiの一社提供番組である。
番組は、MAG!C☆PRINCEが著名人に弟子入りをして技術や作法などを学び「免許皆伝」を目指す、という内容である。毎回のゲストは「師匠」と呼ばれ、師匠が弟子入りの成果を5段階評価でジャッジする。番組の撮影は東京およびその近郊で行われ、毎回師匠に土産として東海地方の名物を手渡すというやり取りがある。シーズン2では、MAG!C☆PRINCEと同じく東海地方を拠点に活動するグループをゲストとして招いた。
番組の後半にはグループの情報を伝えるミニコーナー「マジプリニュース」がある。

## 出演者
- MAG!C☆PRINCE（西岡健吾・平野泰新・大城光・永田薫・阿部周平）

### ゲスト
| 放送回  | 師匠No. | 師匠ゲスト                                       | テーマ                                                                                                   | 備考                     |
| SEASON1 | SEASON1 | SEASON1                                          | SEASON1                                                                                                  | SEASON1                  |
| ------- | ------- | ------------------------------------------------ | --- | ------------------------ |
| 1       | #001    | 東貴博                                           | 東京の芸能界を学ぶ                                                                                       |                          |
| 2       | #002    | 永田裕志                                         | 愛されるエンタメ プロレスを学ぶ！                                                                        | 師匠の他にヘナーレが出演 |
| 3       | #003    | 河合雪之丞                                       | 歌舞伎の女形を学ぶ                                                                                       |                          |
| 4       | #004    | 池谷直樹                                         | アクロバティックなエンタメを学ぶ                                                                         |                          |
| 5       | #005    | 浅井宏輔                                         | カッコいいアクションの立ち振る舞いを学ぶ                                                                 |                          |
| 6       | #006    | Mr.マリック                                      | 「マジックができるマジックプリンス」を目指す                                                             |                          |
| 7       | #007    | 真琴つばさ                                       | チームワークの高め方を学ぶ！                                                                             |                          |
| 8       | #008    | コロッケ                                         | 人間観察力を学ぶ！                                                                                       |                          |
| 9       | #009    | 水谷千重子                                       | 水谷千重子の歌唱法を学ぶ                                                                                 |                          |
| 10      | #010    | 岸尾だいすけ                                     | 多種多様なキャラ作りを学ぶ！                                                                             |                          |
| 11      | #011    | 夏まゆみ                                         | アイドルのサバイバル術を学ぶ！                                                                           | 師匠の他に飯田圭織が出演 |
| 12      | #012    | 石塚英彦                                         | 食レポの極意を学ぶ！                                                                                     |                          |
| SEASON2 |         |                                                  | |                          |
| 1       | #013    | DISH//                                           | DISH//のパフォーマンスを学ぶ                                                                             | DISH//の北村匠海は不在   |
| 2       | #014    | 中山秀征                                         | ギョーカイの歩き方を学ぶ                                                                                 |                          |
| 3       | #015    | 北村諒・前山剛久・荒牧慶彦・星元裕月             | 2.5次元の世界を学ぶ！                                                                                    |                          |
| 4       | #016    | りゅうちぇる                                     | 原宿ポップカルチャーを学ぶ！                                                                             |                          |
| 5       | #017    | 岡田圭右                                         | キャラクターの作り方を学ぶ                                                                               |                          |
| 6       | #018    | 森久保祥太郎                                     | イケメンボイスの発声法を学ぶ                                                                             |                          |
| 7       | #019    | BOYS AND MEN （田村侑久・辻本達規・小林豊）      | でら好き名古屋！                                                                                         | 名古屋での収録           |
| 8       | #20     | 柏木由紀（AKB48） 倉持明日香 大家志津香（AKB48） | 握手を教えてもらいたい！（柏木） 野球の知識を教えてもらいたい！（倉持） リアクションを磨きたい！（大家） |                          |
| 9       | #21     | IKKO                                             | 人を感動させる技術を学ぶ                                                                                 |                          |
| 10      | #22     | BLUE TOKYO                                       | アートダンスを学ぶ                                                                                       |                          |
| 11      | #23     | 太川陽介                                         | アイドルの生き残り術を学ぶ！                                                                             |                          |
| 12      | -       | -                                                | 冬休み特別企画! 東京ディズニーリゾートで楽しもうスペシャル!!                                             | 師匠不在の企画回         |
| 13      | -       | SKE48 （須田亜香里・高柳明音・谷真理佳）         | がむしゃらアイドル道！                                                                                   |                          |

## スタッフ
- ナレーター：佐々千春
- 企画・プロデュース：大澤剛（ワタナベエンターテインメント）
- 構成：佐藤慎司、山田和生
- 協力：レイ、ヴェントゥオノ、ジーピーユー、ファイティングロード
- 衣装協力：ベルメゾン、たんす屋、ABC-MART、はるやま
- AP：山ノ内禎枝
- 制作進行：森脇淳一
- ディレクター：佐々木雄一、矢野行美
- 演出：椿本慶次郎
- アソシエイトプロデューサー：星友里恵、番屋隆太（ワタナベエンターテインメント）
- プロデューサー：櫻井雄一、藤山高浩
- 制作：ソケット
- 製作著作：ワタナベエンターテインメント

## テーマソング
SEASON1
- オープニング - MAG!C☆PRINCE「RUSH」
- エンディング - MAG!C☆PRINCE「Compass」

SEASON2
- オープニング - MAG!C☆PRINCE「Dreamland」
- エンディング - MAG!C☆PRINCE「YUME no MELODY」

## 放送
公式サイトはテレビ東京にあるが、テレビ東京の制作による番組ではなく、関東広域圏以外での放送はテレビ東京系列に限られない。福岡県はシーズン1・2ともにテレビ東京系列以外での放送、愛知県（中京広域圏）はシーズン2はテレビ愛知ではなく中京テレビでの放送となる。
| 放送期間                 | 放送時間                     | 放送局       | 対象地域   | 備考                      |
| SEASON1                  | SEASON1                      | SEASON1      | SEASON1    | SEASON1                   |
| ------------------------ | ---------------------------- | ------------ | ---------- | ------------------------- |
| 2017年1月9日 - 3月27日   | 月曜 1:05 - 1:35（日曜深夜） | テレビ東京   | 関東広域圏 | テレビ東京系列            |
| 2017年1月11日 - 3月29日  | 水曜 2:05 - 2:35（火曜深夜） | テレビ愛知   | 愛知県     | テレビ東京系列            |
| 2017年1月11日 - 3月29日  | 水曜 2:10 - 2:40（火曜深夜） | テレビ大阪   | 大阪府     | テレビ東京系列            |
| 2017年1月12日 - 3月30日  | 木曜 2:25 - 2:55（水曜深夜） | テレビ西日本 | 福岡県     | フジテレビ系列            |
| SEASON2                  |                              |              |            |                           |
| 2017年10月2日 - 12月25日 | 月曜 1:05 - 1:35（日曜深夜） | テレビ東京   | 関東広域圏 |                           |
| 2017年10月4日 - 12月27日 | 水曜 2:59 - 3:31（火曜深夜） | 中京テレビ   | 中京広域圏 | 日本テレビ系列 32分の放送 |
| 2017年10月6日 - 12月29日 | 金曜 2:45 - 3:15（木曜深夜） | 福岡放送     | 福岡県     | 日本テレビ系列            |
| 2017年10月7日 - 12月30日 | 土曜 2:35 - 3:05（金曜深夜） | テレビ大阪   | 大阪府     |                           |